# Austrocidaria arenosa
Austrocidaria arenosa är en fjärilsart som först beskrevs av Gordon J. Howes 1911.  Austrocidaria arenosa ingår i släktet Austrocidaria och familjen mätare. Inga underarter finns listade i Catalogue of Life.